# Juif (Saône-et-Loire)
Juif ist eine französische Gemeinde im Département Saône-et-Loire in der Region Bourgogne-Franche-Comté. Sie gehört zum Arrondissement Louhans und zum Kanton Louhans. Die Gemeinde hat 246 Einwohner (Stand 1. Januar 2022), sie werden Jugerats, resp. Jugerates genannt.

## Geografie

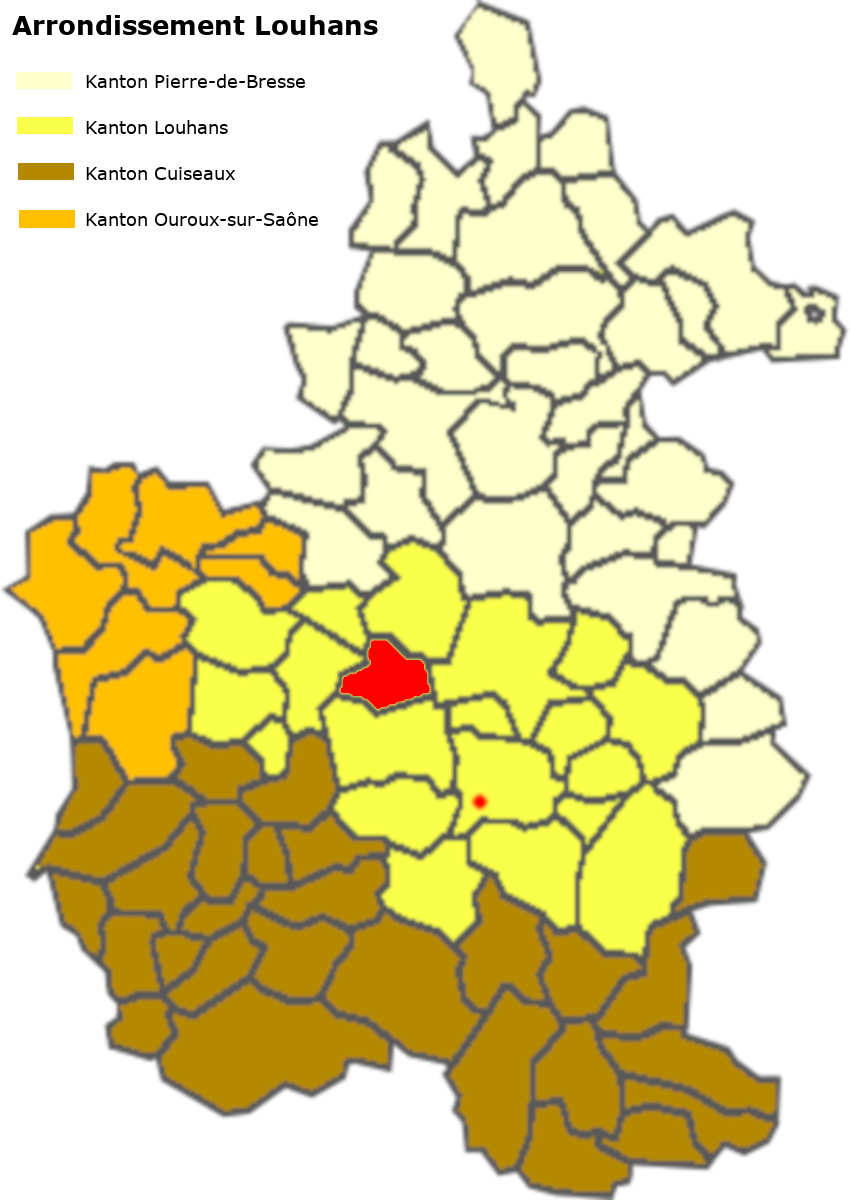
Lage der Gemeinde im Arrondissement Louhans

Juif liegt in der Landschaft Bresse, rund 7,5 Kilometer nordwestlich von Louhans und wird im äußersten Osten der Gemeinde von der Departementsstraße D678 (Abschnitt Simard–Louhans) gestreift. Weitere größere Straßen finden sich nicht auf dem Gemeindegebiet. Die nordwestliche Gemeindegrenze bildet das Flüsschen Servonne, des zahlreiche Biefs aufnimmt. Es durchquert die Gemeinde beim Bourg, erweitert sich zum Étang de Charmoy und bildet die südöstliche Gemeindegrenze. Von Norden her fließt der Ruisseau des Roths in den Étang de Charmoy, ganz im Osten der Gemeinde mündet der Ruisseau de Promby in die Servonne und ganz im Südwesten entspringt ein Arm des Ruisseau de Barbette. Das Gemeindegebiet ist recht stark bewaldet. Rund Dreiviertel der Einwohner leben außerhalb des Bourg in Weilern und Einzelhöfen. Zur Gemeinde gehören die folgenden Weiler und Fluren: la Balette, les Berts, le Bessard, le Bois-Chanut, les Cadolles, les Cadolles-du-Charmoy, les Carrés, les Carruges-des-Vesvres, le Charmoy, l’Etang-Couleuvre, les Girards, la Grosse-Grange, la Jaraude, la Marconnaise, les Mares, le Meurot, les Moutrets, les Perrussots, les Ponsards, le Pontot, les Quintenières, les Roths, les Seurres, la Vesvre.

### Klima
Das Klima in Juif ist warm und gemäßigt. Es gibt das ganze Jahr über deutliche Niederschläge, selbst der trockenste Monat weist noch hohe Niederschlagsmengen auf. Die Klassifikation des Klimas nach Köppen und Geiger ist Cfb ((Gemäßigtes) Ozeanklima). Die Temperatur liegt im Jahresdurchschnitt bei 12,2 °C. Der wärmste Monat ist der Juli mit einer Durchschnittstemperatur von 21,4 °C, der kälteste der Januar mit 3,5 °C. Über ein Jahr verteilt summieren sich die Niederschläge auf 1081 mm, dabei ist der November mit 117 mm der niederschlagsreichste, während Juli als trockenster Monat 72 mm aufweist. Über das ganze Jahr werden etwa 2764 Sonnenstunden gezählt.
|                        | Jan | Feb | Mär  | Apr  | Mai  | Jun  | Jul  | Aug  | Sep  | Okt  | Nov  | Dez |   |      |
| Mittl. Temperatur (°C) | 3,5 | 4,1 | 7,8  | 11,4 | 15,3 | 19,4 | 21,4 | 21,0 | 17,2 | 13,1 | 7,6  | 4,3 | ⌀ | 12,2 |
| Mittl. Tagesmax. (°C)  | 6,4 | 7,9 | 12,2 | 16,0 | 19,6 | 24,1 | 26,1 | 25,8 | 21,7 | 17,2 | 10,7 | 7,0 | ⌀ | 16,3 |
| Mittl. Tagesmin. (°C)  | 0,8 | 0,8 | 3,4  | 6,6  | 10,5 | 14,4 | 16,4 | 16,1 | 12,9 | 9,4  | 4,6  | 1,7 | ⌀ | 8,2  |
|                        |     |     |      |      |      |      |      |      |      |      |      |     |   |      |
| Niederschlag (mm)      | 98  | 83  | 80   | 90   | 93   | 77   | 72   | 73   | 87   | 104  | 117  | 107 | Σ | 1081 |

| 0,8 |

| 0,8 |

| 3,4 |

| 6,6 |

| 10,5 |

| 14,4 |

| 16,4 |

| 16,1 |

| 12,9 |

| 9,4 |

| 4,6 |

| 1,7 |

| 0,8 |

| 0,8 |

| 3,4 |

| 6,6 |

| 10,5 |

| 14,4 |

| 16,4 |

| 16,1 |

| 12,9 |

| 9,4 |

| 4,6 |

| 1,7 |

## Toponymie
Eine erste Erwähnung geht zurück auf das Jahr 1074 im Zusammenhang mit einem Stephanus de Judeis. 1284 wird der Ort Juys und 1362 Joye genannt. Es gibt keine Hinweise darauf, dass der Name des Ortes mit Juden oder mit jüdischen Bewohnern zusammenhängt. Allerdings ist die Ableitung von Iugum (lateinisch: Joch) ebenfalls nicht schlüssig. Wahrscheinlich ist, dass im Zusammenhang mit der Latinisierung des Namens des genannten Stephanus die Form Judeis entstanden ist, die eine Rückführung auf das Original nicht mehr zulässt.

## Geschichte
1289 verkaufte der Graf von Savoyen seine Schlösser und Ländereien in Cuisery, Sagy und Savigny-sur-Seille dem Herzog Robert II. von Burgund, bei dieser Gelegenheit gelangte Juif zum Burgund und zur Baronie von Branges. 1655 wird die Baronie zugunsten von Antoine Barillon de Morangis, Mitglied und Maître des requêtes des Königlichen Rates, in ein Marquisat erhoben. Das Marquisat gelangt später an Tardieu de Malessis. Bis 1665 war Juif ein Sprengel von Montret, darauf wurde die Kirche erbaut, die dem Heiligen Bartholomäus geweiht ist, sie wurde im 19. Jahrhundert erweitert. In der ersten Hälfte des 19. Jahrhunderts wurde das Château des Barons im Ort Juif erbaut, 1860 die Mädchenschule, 1880 das Château des Carré in Charmoy. 1906 entstand ein neues Mehrklassenschulhaus und die Mairie. Ende des 19. Jahrhunderts wurde Tabak angebaut und Stuhlmacher waren tätig. Die Bewaldung hatte zwar abgenommen, es waren aber noch nennenswerte Bestände an Eichenwäldern vorhanden. Ende des 20. Jahrhunderts wurde eine Maistrocknerei von beachtlicher Größe in Charmoy erstellt. 1988 waren noch 33 Landwirtschaftsbetriebe vorhanden.

### Die Herren von Juif
Juif gehörte ab dem 13. Jahrhundert zur Kastellanei von Sagy und unterstand damit direkt den Herzögen von Burgund und später den Königen von Frankreich. Die Herrschaft über das Gebiet wurde weitgehend durch die Kastellane ausgeübt.
Im Weiteren war Juif ein Teil der Baronie von Branges und folgte den jeweiligen Eigentümern. 
Die Weiler le Bordiau, le Fahy und les Berthoux in Montret waren ein Lehen der Benediktinerabtei Sankt Peter von Chalon-sur-Saône. Im 18. Jahrhundert gehörte das Lehen einem de Beauverand, Herr von Vernotte und Juif.

## Bevölkerung
| Juif: Einwohnerzahlen von 1793 bis 2020 | Juif: Einwohnerzahlen von 1793 bis 2020 | Juif: Einwohnerzahlen von 1793 bis 2020 | Juif: Einwohnerzahlen von 1793 bis 2020 | Juif: Einwohnerzahlen von 1793 bis 2020 |
| --- | --------------------------------------- | --------------------------------------- | --------------------------------------- | --------------------------------------- |
| Jahr |                                         |                                         |                                         | Einwohner                               |
| 1793 | 1793                                    |                                         | 539                                     | 539                                     |
| 1800 | 1800                                    |                                         | 566                                     | 566                                     |
| 1806 | 1806                                    |                                         | 559                                     | 559                                     |
| 1821 | 1821                                    |                                         | 570                                     | 570                                     |
| 1831 | 1831                                    |                                         | 601                                     | 601                                     |
| 1836 | 1836                                    |                                         | 634                                     | 634                                     |
| 1841 | 1841                                    |                                         | 652                                     | 652                                     |
| 1846 | 1846                                    |                                         | 641                                     | 641                                     |
| 1851 | 1851                                    |                                         | 644                                     | 644                                     |
| 1856 | 1856                                    |                                         | 623                                     | 623                                     |
| 1861 | 1861                                    |                                         | 642                                     | 642                                     |
| 1866 | 1866                                    |                                         | 642                                     | 642                                     |
| 1872 | 1872                                    |                                         | 640                                     | 640                                     |
| 1876 | 1876                                    |                                         | 626                                     | 626                                     |
| 1881 | 1881                                    |                                         | 646                                     | 646                                     |
| 1886 | 1886                                    |                                         | 627                                     | 627                                     |
| 1891 | 1891                                    |                                         | 596                                     | 596                                     |
| 1896 | 1896                                    |                                         | 596                                     | 596                                     |
| 1901 | 1901                                    |                                         | 636                                     | 636                                     |
| 1906 | 1906                                    |                                         | 675                                     | 675                                     |
| 1911 | 1911                                    |                                         | 641                                     | 641                                     |
| 1921 | 1921                                    |                                         | 526                                     | 526                                     |
| 1926 | 1926                                    |                                         | 516                                     | 516                                     |
| 1931 | 1931                                    |                                         | 502                                     | 502                                     |
| 1936 | 1936                                    |                                         | 500                                     | 500                                     |
| 1946 | 1946                                    |                                         | 468                                     | 468                                     |
| 1954 | 1954                                    |                                         | 446                                     | 446                                     |
| 1962 | 1962                                    |                                         | 379                                     | 379                                     |
| 1968 | 1968                                    |                                         | 324                                     | 324                                     |
| 1975 | 1975                                    |                                         | 277                                     | 277                                     |
| 1982 | 1982                                    |                                         | 282                                     | 282                                     |
| 1990 | 1990                                    |                                         | 250                                     | 250                                     |
| 1999 | 1999                                    |                                         | 229                                     | 229                                     |
| 2006 | 2006                                    |                                         | 251                                     | 251                                     |
| 2009 | 2009                                    |                                         | 253                                     | 253                                     |
| 2014 | 2014                                    |                                         | 255                                     | 255                                     |
| 2020 | 2020                                    |                                         | 245                                     | 245                                     |
| Quelle(n): EHESS/Cassini bis 2006, ab 2009 INSEE Anmerkung(en): • Ab 1962 offizielle Zahlen ohne Einwohner mit Zweitwohnsitz • Höchste Einwohnerzahl 1906 mit 675, tiefste Einwohnerzahl 1999 mit 229 (33,9 % vom Maximum) |                                         |                                         |                                         |                                         |

| Bevölkerungsstruktur | Anzahl Einwohner | männlich | weiblich | davon Ausländer | Anteil % |
| -------------------- | ---------------- | -------- | -------- | --------------- | -------- |
|                      | 246              | 122      | 124      | 16              | 6,5      |

| Männer | Alterstufe | Frauen |
| ------ | ---------- | ------ |
| 0      | 90 + älter | 2      |
| 11     | 75–89      | 12     |
| 30     | 60–74      | 25     |
| 24     | 45–59      | 20     |
| 25     | 30–44      | 24     |
| 14     | 15–29      | 11     |
| 18     | 0–14       | 29     |

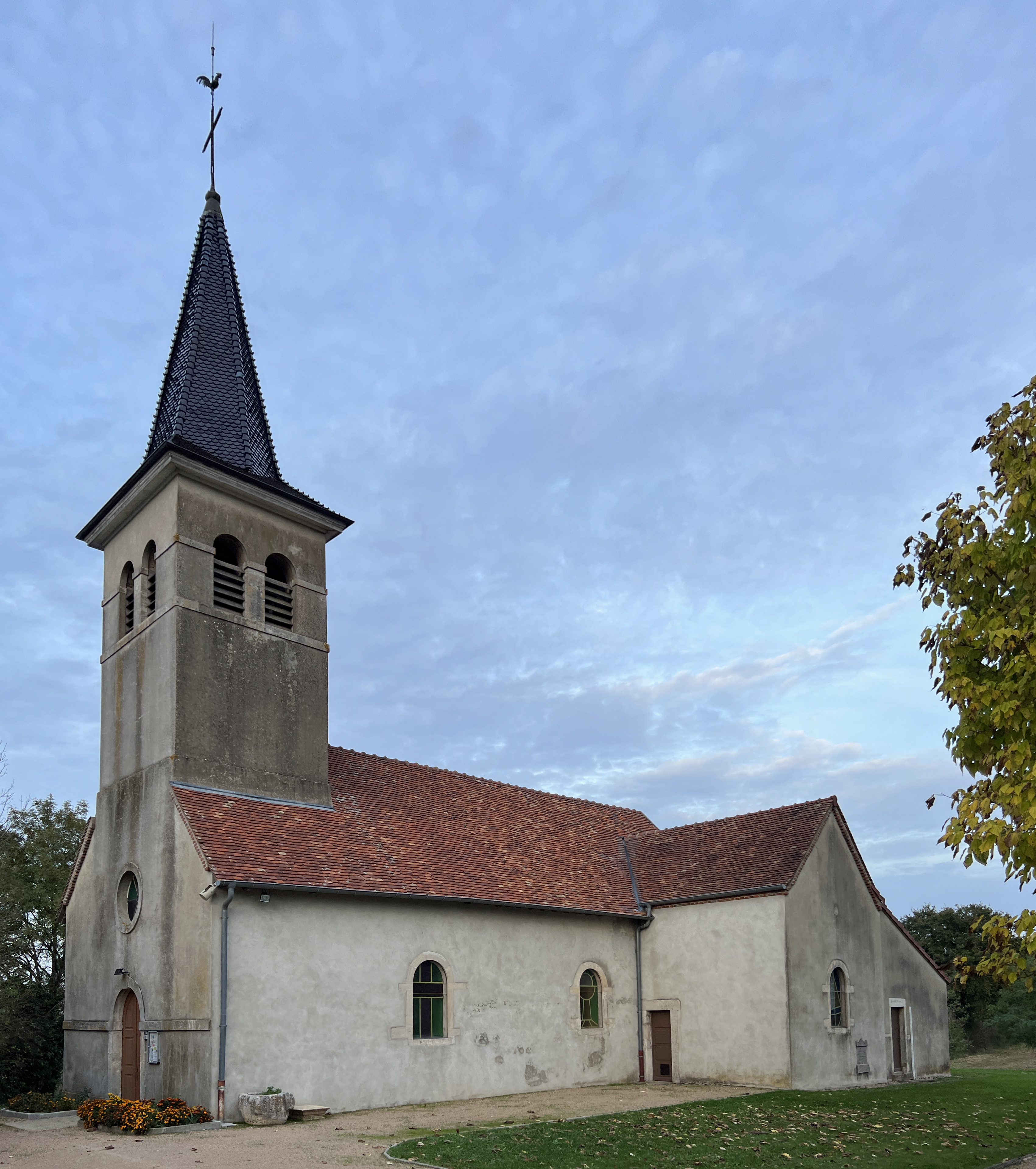
Kirche Saint-Barthélemy in Juif

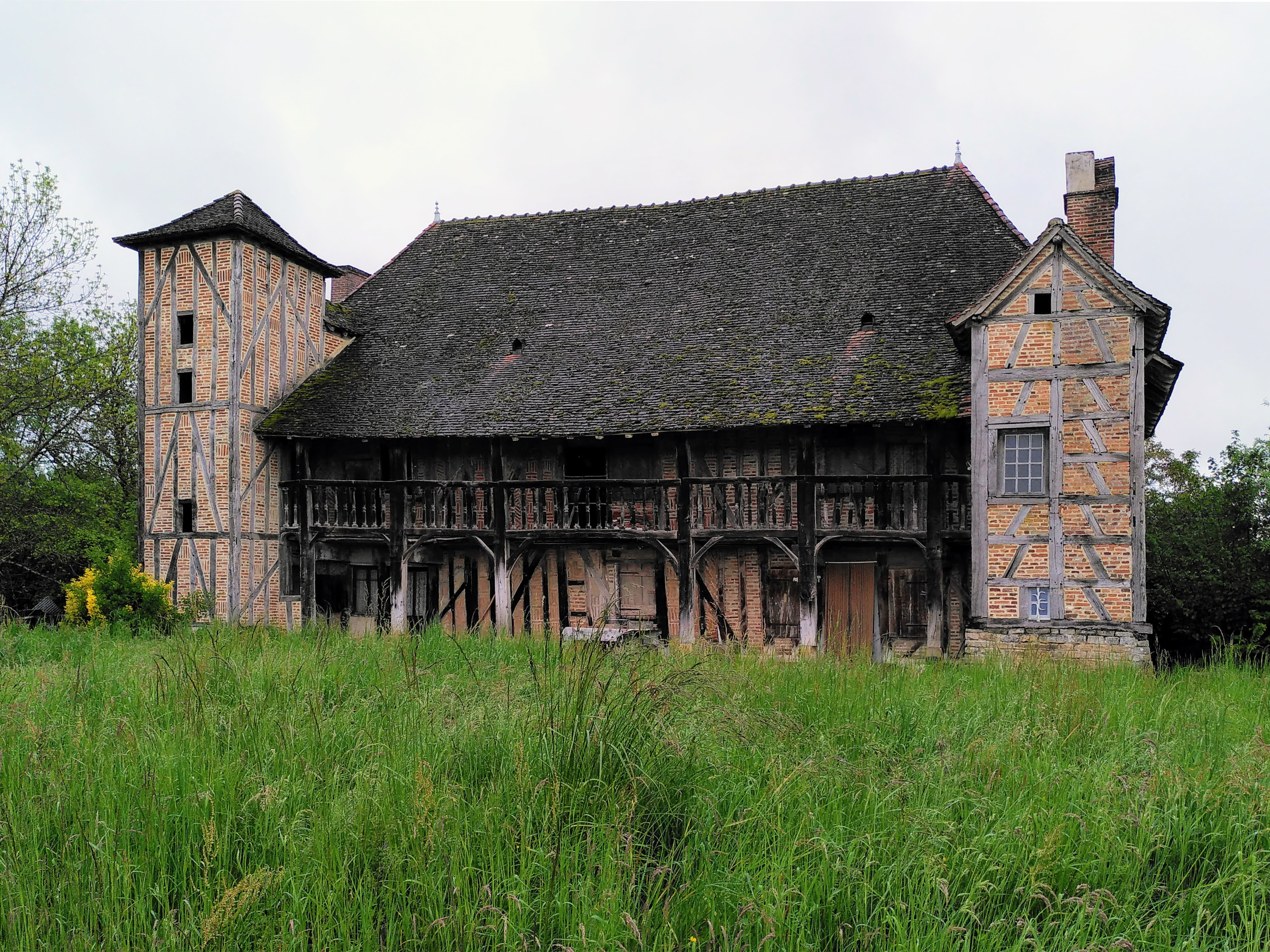
La Grosse Grange an der Rte de Simard in Juif

Die Bevölkerungsstruktur zwischen Männern und Frauen ist ausgeglichen, wobei 49 % der Bevölkerung jünger als 45 Jahre sind. Demgegenüber sind 33 % der Einwohner älter als 60 Jahre und damit im Rentenalter.
| Wohnstruktur               | Anzahl Wohneinheiten | davon Häuser | Wohnungen |
| -------------------------- | -------------------- | ------------ | --------- |
|                            | 157                  | 155          | 2         |
| davon Hauptwohnsitz        | 110                  |              |           |
| Zweit- oder Ferienwohnsitz | 33                   |              |           |
| vakant                     | 17                   |              |           |

## Wirtschaft und Infrastruktur

### Unternehmen, Betriebe, Ladengeschäfte und Einrichtungen
In der Gemeinde befinden sich nebst Mairie und Kirche folgende Unternehmen nach Branchen:
| Branche                                                           | Anzahl Betriebe |
| ----------------------------------------------------------------- | --------------- |
| Industrie und verarbeitendes Gewerbe                              |                 |
| Baugewerbe                                                        | 1               |
| Groß- und Einzelhandel, Verkehr, Beherbergung und Gastronomie     | 1               |
| Information und Kommunikation                                     |                 |
| Finanz- und Versicherungsdienstleistungen                         |                 |
| Grundstücks- und Wohnungswesen                                    |                 |
| Freiberufliche, wissenschaftliche und technische Dienstleistungen | 1               |
| Öffentliche Verwaltung, Unterricht, Gesundheits- und Sozialwesen  | 1               |
| Sonstige Dienstleistungen                                         | 1               |
| Land- und Forstwirtschaftsbetriebe                                | 14              |

In der Gemeinde befinden sich ein Baugeschäft, ein Maler/Gipser und ein Restaurant. Für die Güter des täglichen Bedarfs versorgen sich die Einwohner in Louhans oder Branges.

### Geschützte Produkte in der Gemeinde
Als AOC-Produkte sind in Juif Volaille de Bresse und Dinde de Bresse, ferner Crème et beurre de Bresse zugelassen.

### Bildungseinrichtungen
Juif verfügt über keine eigenen schulischen Einrichtungen. Die Kinder werden in Schulen der umliegenden Gemeinden ausgebildet.